# Itambe fenestalis
Itambe fenestalis är en fjärilsart som beskrevs av Émile Louis Ragonot 1892. Itambe fenestalis ingår i släktet Itambe och familjen mott. Inga underarter finns listade i Catalogue of Life.